# Universalwissenschaft
Im Gegensatz zu den Einzelwissenschaften hat die Universalwissenschaft (auch Allgemeinwissenschaft genannt) keinen begrenzten Gegenstandsbereich, sondern behandelt die gesamte Wirklichkeit. Als Universalwissenschaft wird vor allem die Philosophie und Theologie bezeichnet, wobei letzterer bisweilen ihr Wissenschaftscharakter abgestritten wird. Im Gegensatz zu den Einzelwissenschaften, die jeweils einen eingeschränkten Ausschnitt aus der Wirklichkeit unter einem speziell gewählten Aspekt betrachten, ist das Materialobjekt der Philosophie uneingeschränkt: Sie fragt nach dem Sein schlechthin.

## Beispiel Mensch
Zur Veranschaulichung des Unterschiedes zwischen Einzel- und Universalwissenschaft diene als Beispiel der Mensch. Während die Medizin den Menschen unter dem Aspekt (Formalobjekt) des Gesundseins, die Soziologie ihn unter dem Aspekt der Beziehung zu anderen Menschen und die Biologie ihn unter dem Aspekt des Lebendigseins betrachtet, behandelt die Philosophie den Menschen unter der Rücksicht seines Wesens. Sie beantwortet also die Frage bzw. versucht die Frage zu beantworten, was der Mensch wesensmäßig ist.

## Selbstbetrachtung
Weil die Philosophie 'alles' behandelt, thematisiert sie auch die Grundlagen aller (Einzel-)Wissenschaften. In diese kritisch-rationale Prüfung einbezogen sind u. a. die Sprache, die Erkenntnis bzw. das Denken selbst. Philosophie wird dadurch zum Gegenstand ihrer eigenen Reflexion, wird zur "Philosophie der Philosophie".

## Zitate
- „Alle anderen Wissenschaften sind Sonderwissenschaften, weil sie sich auf einen Teilausschnitt des Wirklichen beschränken u(nd) lediglich die innerhalb dieses Bereiches (also relativ) letzten Gründe erforschen. Die Ph(ilosophie) hingegen ist Universalwissenschaft, weil sie die Gesamtheit des Wirklichen umfasst u(nd) deshalb zu den letzten Gründen alles Wirklichen überhaupt oder zu den absolut letzten Gründen vordringt.“

(Walter Brugger, Philosophisches Wörterbuch)